# Carl Albert Ferdinand Mellin
Carl Albert Ferdinand Mellin (* 3. Dezember 1780 in Züllichau; † 10. Mai 1855 in Halle (Saale)) war Stadtbaumeister und Oberbürgermeister von Halle (Saale).
Er war ein Sohn des Pfarrers und Philosophen Dr. Georg Samuel Albert Mellin und dessen erster Ehefrau Christiane Johanna Sophie Mellin († 1790).
Er ging in jungen Jahren nach Halle (Saale), wo er 1796 königlicher Bauconducteur war und ab 1801 an Bautätigkeiten der Franckeschen Stiftung beteiligt war. Bereits 1802 wurde er als technisch gebildeter Baubeamter in den Rat der Stadt berufen und erhielt den Titel eines Stadtbaumeisters. In der Zeit des Königreichs Westphalen war er von 1808 bis 1813 Adjunkt in der Mairie. 1813 erhielt er die wichtige Stelle als Ratsdirigent. 1817 gab er die Stelle als Stadtbaumeister auf und wurde 1818 „Erster Stadtrat und Bürgermeister“. 1827 wurde er, nach dem Tod des Oberbürgermeisters Streiber, interimistisch mit der Leitung der Geschäfte betraut und ab 1832 Oberbürgermeister. Mellin hatte sich große Verdienste erworben. So hatte er bereits 1816 damit begonnen, die gewaltigen, militärisch aber längst schon nutzlosen Festungswerke abbrechen zu lassen, die die Stadt seit dem späteren Mittelalter umgaben. Heftige Angriffe auf ihn ab den frühen 1830er Jahren, führten dann 1837 zu seinem Rücktritt und er trat am 1. August desselben Jahres in den Ruhestand.
Neben seiner amtlichen Tätigkeit war Mellin vielseitig engagiert. 1803 erhielt er von der Universität Halle die venia legendi für Vorlesungen über Kameralwissenschaften und wurde 1820 mit dem Titel „Dr. phil.“ geehrt. Von 1806 bis 1843 war er Mitglied der Freimaurer-Loge zu den drei Degen. 1808 wurde er Mitglied der Naturforschenden Gesellschaft zu Halle. Ab 1815 leitete er den neu gegründeten Halleschen Frauenverein, da Frauen als nicht „geschäftstüchtig“ galten.
Er war auch Presbyter bei der Domgemeinde sowie Ritter des roten Adlerordens 4. Klasse.
Mellin war dreimal verheiratet. 1802 heiratete er in Berlin Elisabeth Sophie Caroline Jänicke, in zweiter Ehe Friederike Wilhelmine Bertram (1787–1821) und in dritter Ehe Charlotte Friederike Kohl (1783–1842).